# Anaulacomera angustipennis
Anaulacomera angustipennis is een rechtvleugelig insect uit de familie sabelsprinkhanen (Tettigoniidae). De wetenschappelijke naam van deze soort is voor het eerst geldig gepubliceerd in 1897 door Saussure & Pictet.
1. ↑  (en) Anaulacomera angustipennis op de IUCN Red List of Threatened Species.